# Seventeen
«Seventeen» — американський щомісячний журнал для підлітків. Містить інформацію і поради про моду та її тенденції, знаменитостей, красу, догляд за волоссям, шкіри обличчя і тіла. Також журнал містить інформацію про правильне харчування, різні гороскопи, опитування й тести. Першочергово журнал був орієнтований на дівчат віком 16-18 років; потім вік читачів понизився на 3-5 років. Не зважаючи на велику кількість інших подібних журналів, «Seventeen» досі залишається одним з найпопулярніших для своєї аудиторії, а це дівчата віком від 13 до 21 років.

## Історія
Перший головний редактор Хелен Валентін просувала через журнал рольові моделі успішних жінок для дівчат підліткового віку. «Seventeen» збільшив вплив підлітків як споживачів поп-культури.
Після запуску «Seventeen» у вересні 1944 директор по промоутингу Естелль Елліс Рубенштайн ввела концепцію реклам для дівчат підліткового віку через комікс «Teena», одночасно місця під рекламу в самих випусках «Seventeen». З 1945 по 1946 провів опитування дівчат для кращого розуміння їх потреб. Журнал став серйозним джерелом першоджерел для підприємств про товари, які можуть користуватися гарним попитом серед підліткової споживчої аудиторії. В наші дні, «Seventeen» налаштований також і на молодих жінок.
В серпні 1950 в журналі була надрукована коротка новела Сільвії Плат «And Summer Will Not Come Again» на близько 50 сторінок.
У липні 1971 Джойс Вокер стала першою афроамериканкою, яка стала моделлю для обкладинки «Seventeen». В ранніх 1980-х Вітні Х'юстон також була на обкладинці журналу.
В 1988 «News Corporation» викупила «Triangle Publications» і продала «Seventeen» «K-III Communications» в 1991 (пізніше вона перейменувала себе на «Primedia»). В 2003 «Primedia» знову продала журнал корпорації «Hearst».
2010 року письменниця Джеймі Кайлс провела The Seventeen Magazine Project — експеримент, під час якого упродовж 30 днів дотримувалася тільки порад «Seventeen».
2012 року у відповідь на скарги читачів проти використання цифрових маніпуляцій фотографій моделей, журнал припинив коригувати свої фотосесії.
В серпні 2016 Мішель Тан звільнили з посади головного редактора, коли вона перебувала у декретній відпустці. Пізніше було повідомлено, що головним редактором стане Мішель Промоляйко, яка буде працювати в «Seventeen» за сумісництвом зі своєю посадою в «Cosmopolitan». Починаючи із січнево-грудневого видання 2017, журнал починає випускати 6 номерів на рік замість 10, аби сфокусуватися на своєму сайті і підтримувати бренд онлайн.

## Міжнародні випуски
- В Південній Африці журнал «Seventeen» публікується компанією «8 Ink Media», яка розташована в Кейптауні. Редактор — Джаніс Джелларс (Janine Jellars).
- В Філіппінах журнал публікується «Summit Media». Останній номер вийшов в квітні 2009.
- Американський випуск для іспаномовних видається «Editorial Televisa».
- В Індії випуски публікуються «Apricot Publications Pvt. Ltd», яка розташована в Мумбаї.
- В Малайзії журнал публікується «Bluinc».
- В Бразилії випуски видає «Editora Abril».
- В Сінгапурі журнал публікується «SPH Magazines».
- В Таїланді журнал публікується «Media Transasia Limited», яка знаходиться в Бангкоку.
- В Японії журнал публікується «Shueisha Publishing Co.».

## Seventeen в інших ЗМІ

### Miss Seventeen
Щоб здобути більшої популярності журнал оголосив про конкурс Miss Seventeen, який проходив із жовтня по грудень 2005. Вкінці конкурсу Дженніфер Стіле (Jennifer Steele) оголосили переможицею і назвали її Miss Seventeen.

### America's Next Top Model
Журнал «Seventeen» був спонсором конкурсу America's Next Top Model. З 7 по 14 сезон фотографії переможець поктрапляли на обкладинки журналу. Серед них були КаріДі Інгліш, Джаслін Гонзалез, Сал Стоверс, Вітні Томпсон, МакКей Салліван, Тейона Андерсон, Ніколь Фокс та Кріста Вайт.

### Dear Seventeen
Щотижня редактори журналу пишуть поради в колонці, під назвою Dear Seventeen, тим дівчатам, хто написав про свої проблеми в листах до редакції.